# Lettlands nationalstäder och republikstäder
Nationalstad (lettiska: valstspilsētā) och Republikstad (lettiska: republikas pilsēta) är administrativa termer i Lettland för städer som har samma status som kommuner. Fram till 30 juni 2021 används termen republikstad, vilken därefter ersätts av nationalstad. 

## Nationalstäder 2021–
Nationalstäder (valstspilsētās) från och med 1 juli 2021:
| Nummer | Vapen | Namn       | Kommentar               |
| ------ | ----- | ---------- | ----------------------- |
| 1.     |       | Daugavpils |                         |
| 2.     |       | Jēkabpils  | Del av Jēkabpils kommun |
| 3.     |       | Jelgava    |                         |
| 4.     |       | Jūrmala    |                         |
| 5.     |       | Liepāja    |                         |
| 6.     |       | Ogre       | Del av Ogre kommun      |
| 7.     |       | Rēzekne    |                         |
| 8.     |       | Rīga       |                         |
| 9.     |       | Valmiera   | Del av Valmiera kommun  |
| 10.    |       | Ventspils  |                         |

## Republikstäder 2009–2021
Republikstäder (republikas pilsētas) under perioden 1 juli 2009 till 30 juni 2021:
| Nummer | Vapen | Namn       |
| ------ | ----- | ---------- |
| 1.     |       | Daugavpils |
| 2.     |       | Jēkabpils  |
| 3.     |       | Jelgava    |
| 4.     |       | Jūrmala    |
| 5.     |       | Liepāja    |
| 6.     |       | Rēzekne    |
| 7.     |       | Rīga       |
| 8.     |       | Valmiera   |
| 9.     |       | Ventspils  |

## Republikstäder –2009
Republikstäder (republikas pilsētas) fram till 30 juni 2009:
| Nummer | Vapen | Namn       |
| ------ | ----- | ---------- |
| 1.     |       | Daugavpils |
| 2.     |       | Jelgava    |
| 3.     |       | Jūrmala    |
| 4.     |       | Liepāja    |
| 5.     |       | Rēzekne    |
| 6.     |       | Rīga       |
| 7.     |       | Ventspils  |